# Абернети, Фрэнки
Фрэ́нки Джо А́бернети (англ. Frankie Jo Abernathy; 21 декабря 1981, Канзас-Сити, Миссури, США — 9 июня 2007, Шорвуд, Висконсин, США) — американский дизайнер кошельков и телевизионная персона. Экс-участница реалити-шоу MTV «Реальный мир: Сан-Диего», снятого в конце 2003 года и шедшего в эфире с января по июнь 2004 года. Родом из Канзас-Сити, Абернети была старшей дочерью Джо Абернети и Эбби Хантер. У неё была младшая сестра по имени Мэми и отчим Перри Хантер. Она училась в «Blue Springs R-IV School District», штат Миссури.

## Реальная жизнь:  Сан-Диего
Рекламные материалы MTV описали Абернети как человека, который «любит шокировать публику своим внешним видом, настоящих плохих мальчиков, вечеринки на всю ночь и мечтает стать художником». Она была известна своим вкусом в панк-рок музыке и любовью к Hello Kitty.
Первым соседом, который поприветствовал Абернети, был Джекси Смит, с которым она впервые вошла в дом «Реального мира» и с которым, по мнению MTV, возможно, была более близка во время их пребывания там.
У Абернети был диагностирован муковисцидоз в возрасте 3-х лет. В своё время в «Реальном мире» было показано много признаков её генетических расстройств, таких как затруднённое дыхание и нарушения в работе иммунной системы. Её болезнь была значительной частью её сюжетной линии в шоу. Из людей, живущих с муковисцидозом, менее 50% доживают до возраста 37-ми лет. Одним из высказываний Абернети было: 

«Завтра — это привилегия, сегодня живут так, как завтра не случится».
Абернети покинула шоу до конца сезона из-за конфликта с её соседями и напряжения от разлуки с бойфрендом.

## После шоу
После ухода из шоу в начале 2004 года Абернети проводила своё время, работая в торговых точках в Канзас-Сити. Она также появилась на обложке тату-журнала «Prick» в мае 2005 года.
Абернети переехала в Шорвуд, штат Висконсин, осенью 2006 года. Там она стала дизайнером кошельков.
По словам Эбби Хантер, матери Абернети, — зима — особенно проблематичное время года для людей с хроническими заболеваниями. Зима 2006 года была особенно проблематична для Фрэнки. 9 июня 2007 года 25-летняя Фрэнки скончалась.
Стипендия в «Blue Springs R-IV School District», где училась Фрэнки, была названа в честь неё.